# Drosophila formella
Drosophila formella är en tvåvingeart som beskrevs av Elmo Hardy och Kenneth Y. Kaneshiro 1972. Drosophila formella ingår i släktet Drosophila och familjen daggflugor.
Artens utbredningsområde är Hawaii.